# خوان مانوئل سانابریا
خوان مانوئل سانابریا (انگلیسی: Juan Manuel Sanabria؛ زادهٔ ۲۹ مارس ۲۰۰۰) بازیکن فوتبال اهل اروگوئه است.
از باشگاه‌هایی که در آن بازی کرده‌است می‌توان به باشگاه فوتبال ناسیونال اروگوئه اشاره کرد.
وی همچنین در تیم‌های ملی فوتبال زیر ۱۷ سال اروگوئه، زیر ۲۰ سال اروگوئه، و زیر ۲۳ سال اروگوئه بازی کرده‌است.

## تیم ملی
سانابریا ۸۸ بازی ملی در رده‌های پایه تیم ملی فوتبال اروگوئه دارد.
او سابقه بازی در تمام رده‌های پایه تیم ملی اروگوئه را دارد.